# Eksponencijalni raspad
Kvantitet podliježe eksponencijalnom raspadu ako se razlaže brzinom koja je proporcionalna njegovoj trenutnoj vrednosti. Ovaj proces se može izraziti sledećom diferencijalnom jednačinom, gde je N kvantitet, a λ (lambda) je pozitivna stopa koja se zove eksponencijalna konstanta raspada:
{\displaystyle {\frac {dN}{dt}}=-\lambda N.}
Rešenje ove jednačine je:
{\displaystyle N(t)=N_{0}e^{-\lambda t}.\,}
Ovde je N(t) kvantitet u vremenu t, a N0 = N(0) je inicijalna vrednost, i.e. kvantitet u vremenu t = 0.

## Spoljašnje veze
- A stochastic simulation of exponential decay
- Tutorial on time constants